# Lundey
Lundey es una pequeña isla deshabitada de la costa occidental de Reikiavik, en Islandia. 

## Características
Tiene unos 400 metros de largo y 150 metros de ancho. Su punto más alto se encuentra a unos 14 metros sobre el nivel del mar. La isla sirve como un refugio para las aves marinas, incluyendo frailecillos, araos, fulmares negros y golondrinas del océano Ártico. 
Paseos frecuentes por las inmediaciones desde el puerto Sundahöfn se realizan hasta aquí en barco, puesto que los frailecillos y otras aves marinas se han convertido en una importante atracción turística en Islandia.
Hay otras dos islas conocidas como Lundey en Islandia: una en el fiordo Skagafjörður y la otra en la bahía de Skjálfandi, ambas en el norte de Islandia.